# Élections parlementaires chiliennes de 2025
 (signalé en juillet 2025).
Si vous disposez d'ouvrages ou d'articles de référence ou si vous connaissez des sites web de qualité traitant du thème abordé ici, merci de compléter l'article en donnant les références utiles à sa vérifiabilité et en les liant à la section « Notes et références ».
- Archive Wikiwix
- Bing
- Cairn
- DuckDuckGo
- E. Universalis
- Gallica
- Google
- G. Books
- G. News
- G. Scholar
- Persée
- Qwant
- (zh) Baidu
- (ru) Yandex
- (wd) trouver des œuvres sur Wikidata

Les élections parlementaires chiliennes de 2025 se déroulent le 16 novembre 2025. Elles visent au renouvellement simultané de la Chambre des députées et députés et d'une partie du Sénat, les deux chambres du Congrès national, le parlement chilien. Le premier tour de l'élection présidentielle est organisé le même jour.

## Système électoral

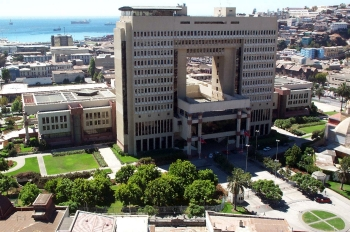
Édifice du Congrès à Valparaíso.

Le Congrès national est composé d'une chambre basse, la Chambre des députées et députés, et d'une chambre haute, le Sénat. Toutes deux sont renouvelées tous les quatre ans, la Chambre des députés est renouvelée intégralement, tandis que le Sénat n'est renouvelé qu'à moitié.
La Chambre des députés du Chili est composée de 155 sièges pourvus pour quatre ans au scrutin proportionnel plurinominal dans 28 circonscriptions de trois à huit sièges, répartis après décompte des suffrages selon la méthode d'Hondt, sans seuil électoral. 
Le Sénat du Chili est composé de 50 sénateurs élus pour huit ans et renouvelable par moitié au scrutin proportionnel plurinominal dans 15 circonscriptions de deux à cinq sénateurs correspondant en partie aux régions du Chili, selon la même méthode. 